# Thierry Marie

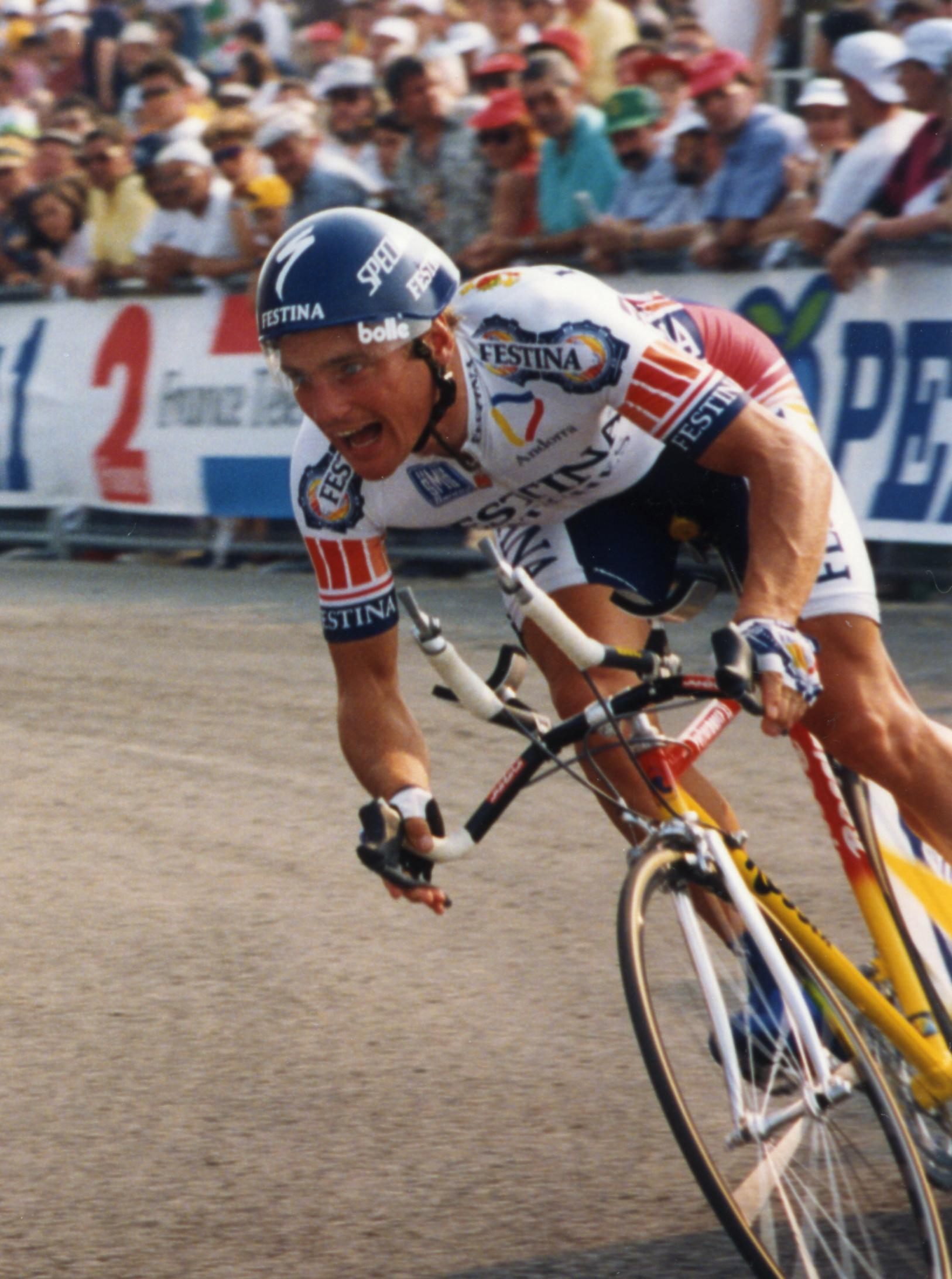
Thierry Marie, durante o Tour de France 1993.

Thierry Marie (nascido em 26 de junho de 1963) é um ex-ciclista francês que representou França nos Jogos Olímpicos de Verão de 1984 em Los Angeles, onde terminou em sexto na corrida de 100 km contrarrelógio por equipes.
Foi especialista nas etapas de contrarrelógio, especialmente nos prólogos de curta duração. Venceu etapas em todas as três Grandes Voltas, geralmente prólogos, o que lhe rendeu a vestir a camisa de líder nas três Grandes Voltas.
Sendo um especialista em contrarrelógio, ajudou-o a protagonizar a segunda escapada mais larga na história do Tour, depois de Albert Bourlon em 1947. Foi o que aconteceu na sexta etapa do Tour de France 1991, etapa que teve um total de 259 km, dos quais Marie fez o percurso sozinho.